# Es la hora de limpiar la casa
Es la hora de limpiar la casa es el cuarto álbum de la banda de Rock chilena Tronic, lanzado el año 2008. Fue grabado, mezclado y producido por la misma banda en los estudios de Pelúa Records.

## Lista de canciones
| N.º | Título              | Duración |  |
| 1.  | «Descartable»       | 1:24     |  |
| 2.  | «Veinte Por Ciento» | 2:53     |  |
| 3.  | «Cobrador Humano»   | 1:27     |  |
| 4.  | «La Granja»         | 2:33     |  |
| 5.  | «Batibrayan»        | 2:53     |  |
| 6.  | «Newbie»            | 2:22     |  |
| 7.  | «Playboy»           | 2:09     |  |
| 8.  | «Picao a Vit»       | 1:27     |  |
| 9.  | «Junior Club»       | 2:20     |  |
| 10. | «Amazander»         | 2:13     |  |
| 11. | «El Arrecife»       | 2:39     |  |
| 12. | «Kerido»            | 3:06     |  |
| 13. | «La Colina»         | 3:07     |  |
| 14. | «Despierta»         | 3:05     |  |
| 15. | «El Fuego»          | 2:51     |  |
| 16. | «Titas Y Drogas»    | 2:07     |  |
| 17. | «Zigura Roel»       | 2:30     |  |

## Sencillos
| Año  | Canción           | CHI |
| ---- | ----------------- | --- |
| 2008 | Veinte Por Ciento | 103 |
| 2008 | La Granja         | 51  |
| 2009 | La Colina         | 41  |

## Créditos
- Rodrigo Vizcarra - Voz y Bajo
- Carlos Lama - Guitarra y Coros
- Gustavo Labrín - Guitarra y Voz
- Francisco salas- Batería

- Datos: Q5837393